# Восход
Вижте пояснителната страница за други значения на Восход.
„Восход“ е серия многоместни пилотирани космически кораби за полети по околоземна орбита. По програмата „Восход“ се отработват задачи по взаимодействието на членовете на екипажа през полета, изучават се възможностите за работа на човек в открития космос, провеждат се медико-биологически изследвания и технически експерименти.
Восход е наследник на космически кораби Восток. Капсулите „Восход“ са използвани само за два пилотирани полета, след което са заменени от космически кораби Союз.
Основните достижения на програмата са първия полет на кораб с повече от един човек на борда, първото излизане в открития космос.

## Конструкция
Корабът представлява следваща модификация на серията „Восток“ и се състои от сферичен спускаем апарат с диаметър 2,3 метра, в който се намира и каютата за космонавтите и коничен приборен отсек с маса 2,27 т, дължина 2,25 м и ширина 2,43 м, в който се намират горивните резервоари и двигателят. За да поберат повече от един космонавт, разработчиците се отказват от катапулта, с който при „Восток“ се приземяват космонавтите, а за обезпечаване на меко приземяване, освен парашутна система е установен спирачен двигател с твърдо гориво, който се стартира непосредствено преди докосването на земната повърхност.
На кораба Восход-1, поради недостиг на място, тримата космонавти са без скафандри.
На кораба Восход-2, от който се осъществява първото излизане в открития космос, двамата космонавти са облечени в скафандри Беркут. Допълнително е поставена разтегаема шлюзова камера, която е изхвърлена след използването ѝ.

## Полети
По програмата са извършени следните полети:
| Име        | Емблема | Старт                  | Продължителност на полета    | Екипаж                                                                           | Бележки |
| ---------- | ------- | ---------------------- | ---------------------------- | -------------------------------------------------------------------------------- | --- |
| Космос 47  |         | 6 октомври 1964 07:12  | 1 денонощие 0 часа 18 минути | -                                                                                | Безпилотен изпитателен полет за отработка и тестове на кораба. |
| Восход 1   |         | 12 октомври 1964 07:26 | 1 денонощие 00 часа 21 мин   | командир Владимир Комаров, бординженер Константин Феоктистов, лекар Борис Егоров | Първи космически полет с повече с един човек на борда, полет, осъществен без скафандри. |
| Космос 57  |         | 22 февруари 1965 07:41 | около 3 часа                 | -                                                                                | Безпилотен изпитателен полет за отработване на кораба за излизане в открития космос, завършила с неуспех (взривен от системата за самоунищожение 3 часа след старта заради грешка при управлението). |
| Космос 59  |         | 7 март 1965 09:07      | 8 денонощия 3 часа 2 минути  | -                                                                                | Безпилотен изпитателен полет с апарат от друга серия (Зенит-4) на шлюза за излизане в открития космос за кораба „Восход“.                                                                            |
| Восход 2   |         | 18 март 1965 07:00     | 1 денонощие 2 часа 2 минути  | командир Павел Беляев, космонавт-изследовател Алексей Леонов.                    | Първо излизане в открития космос. |
| Космос 110 |         | 22 февруари 1966 20:09 | 21 д 18 ч 00 м               | кучета – Вятърче и Въгленче                                                      | Изпитателен полет за проверка работата на бордните системи при продължителен орбитален полет (22 денонощия).                                                                                         |

### Отменени
- Восход 3 – Екипаж: Б. Волинов, Г. Катис, Г. Шонин. 18-дневна мисия за изучаване на продължителния престой в състояние на безтегловност.
- Восход 4 – 10 – 15-дневна мисия за изучаване на продължителния престой в състояние на безтегловност първоначално на първия смесен (мъжко-женски екипаж), впоследствие първи изцяло женски екипаж. Предвидено е първо излизане на жена в открития космос. Първоначален екипаж П. Попович, В. Пономарьова, а след това В. Пономарьова, И. Соловьова.
- Восход 5 (-6) – Екипаж: Е. Хрунов, А. Воронов. 3 – 5-дневна мисия с 2 – 3 излизания в открития космос и отдалечаване на 50 – 100 метра с използване на автономно средство за придвижване на космонавтите.
- Восход 6 (-5) – Екипаж: Л. Дьомин, Е. Илин/А. Кисельов/Ю. Сенкевич) – 5 – 10-дневен полет по медицинска програма с хирургическа операция на животно (заек).
- Восход 7 – Екипаж: Г. Береговой – Г. Катис) – 15 – 18-дневен полет със създаване на изкуствена гравитация.